# Cassius M. Shartel
Cassius McLean Shartel (* 27. April 1860 im Crawford County, Pennsylvania; † 27. September 1943 in Neosho, Missouri) war ein US-amerikanischer Politiker. Zwischen 1905 und 1907 vertrat er den Bundesstaat Missouri im US-Repräsentantenhaus.

## Werdegang
Noch in seiner Kindheit kam Cassius Shartel mit seinen Eltern in das Knox County in Missouri, wo die Familie bis 1873 lebte. Danach zogen sie in das Chautauqua County in Kansas. Er besuchte die öffentlichen Schulen und studierte danach am Kansas State Agricultural College in Manhattan. Für einige Jahre war er als Lehrer tätig. Nach einem anschließenden Jurastudium und seiner 1881 erfolgten Zulassung als Rechtsanwalt begann er in Sedan (Kansas) in diesem Beruf zu arbeiten. 1887 zog er zunächst nach Nevada in Missouri und nach Neosho, wo er jeweils als Anwalt praktizierte. Gleichzeitig schlug er als Mitglied der Republikanischen Partei eine politische Laufbahn ein. In den Jahren 1900 und 1936 war er Delegierter zu den jeweiligen Republican National Conventions.
Bei den Kongresswahlen des Jahres 1904 wurde Shartel im 15. Wahlbezirk von Missouri in das US-Repräsentantenhaus in Washington, D.C. gewählt, wo er am 4. März 1905 die Nachfolge von Maecenas Eason Benton antrat. Da er im Jahr 1906 auf eine weitere Kandidatur verzichtete, konnte er bis zum 3. März 1907 nur eine Legislaturperiode im Kongress absolvieren. In den Jahren 1922 und 1923 war Shartel Präsident der Versammlung zur Überarbeitung der Staatsverfassung von Missouri. Während der Weltwirtschaftskrise war er mit der Vermittlung von Krediten an Farmer befasst. Er starb am 27. September 1943 in Neosho.